# Шотландска национална партия
Шотландската национална партия (на шотландски келтски: Pàrtaidh Nàiseanta na h-Alba; на английски: Scottish National Party; ШНП) е лявоцентристка политическа партия в Обединеното кралство, застъпваща се за независимост на Шотландия. Председател на партията и първи министър на Шотландия е Джон Суини.

## История
Партията е създадена през 1934 година. През 2012 година партията успява да подпише с британското правителство референдум за независимост на Шотландия, насрочен за 2014 година.

## Председатели
- Александър Макевън (1934 – 1936)
- Андрю Гиб (1936 – 1940)
- Уилям Пауър (1940 – 1942)
- Дъглас Юнг (1942 – 1945)
- Брус Уотсън (1945 – 1947)
- Робърт Макинтайър (1947 – 1956)
- Джеймс Халидей (1956 – 1960)
- Артър Доналдсън (1960 – 1969)
- Уилям Улф (1969 – 1979)
- Гордън Уилсън (1979 – 1990)
- Алекс Салмънд (1990 – 2000)
- Джон Суини (2000 – 2004)
- Алекс Салмънд (2004 – 2014)
- Никола Стърджън (2014 – 2023)
- Хумза Юсаф (2023 – 2024)
- Джон Суини (от 2024 г.)